# Håkan Jansson
Ej att förväxla med skådespelaren Ulf Håkan Jansson (1937–2009)
Ulf Håkan Jansson, född 11 februari 1950 i Voxtorps församling i Jönköpings län, död 31 juli 2018 i Mullsjö, var en svensk moderat politiker.
Håkan Jansson växte upp i Sandhem i Skaraborg. Innan han blev heltidspolitiker var han metallarbetare. Han var under 13 år fram till hösten 1995 kommunalråd i Mullsjö kommun. Han avgick efter att det avslöjats att han tagit 64 000 kronor från ett kommunalt bolag och använt för privata utgifter. Själv såg han det som ett lån som han avsåg att återbetala. Han dömdes 1996 för förskingring och fick villkorlig dom.
Mellan 2011 och 2014 var han ordförande för landstingsstyrelsen i Jönköpings län och därefter ordförande i regionstyrelsen i Region Jönköpings län mellan 2015 och 2016. Han var därmed Region Jönköpings läns första regionstyrelseordförande efter det att landstinget i Jönköpings län upphörde och ersattes av regionkommun 2015. Den 11 januari 2016 meddelade Jansson att han avsåg att avgå från uppdraget som regionstyrelsens ordförande, framför allt på grund av hälsoskäl.
Håkan Jansson var från 1972 till sin död gift med Gun Karlsson (född 1952) och paret är föräldrar till kommunalrådet Henrik Jansson i Mullsjö.